# Cístron

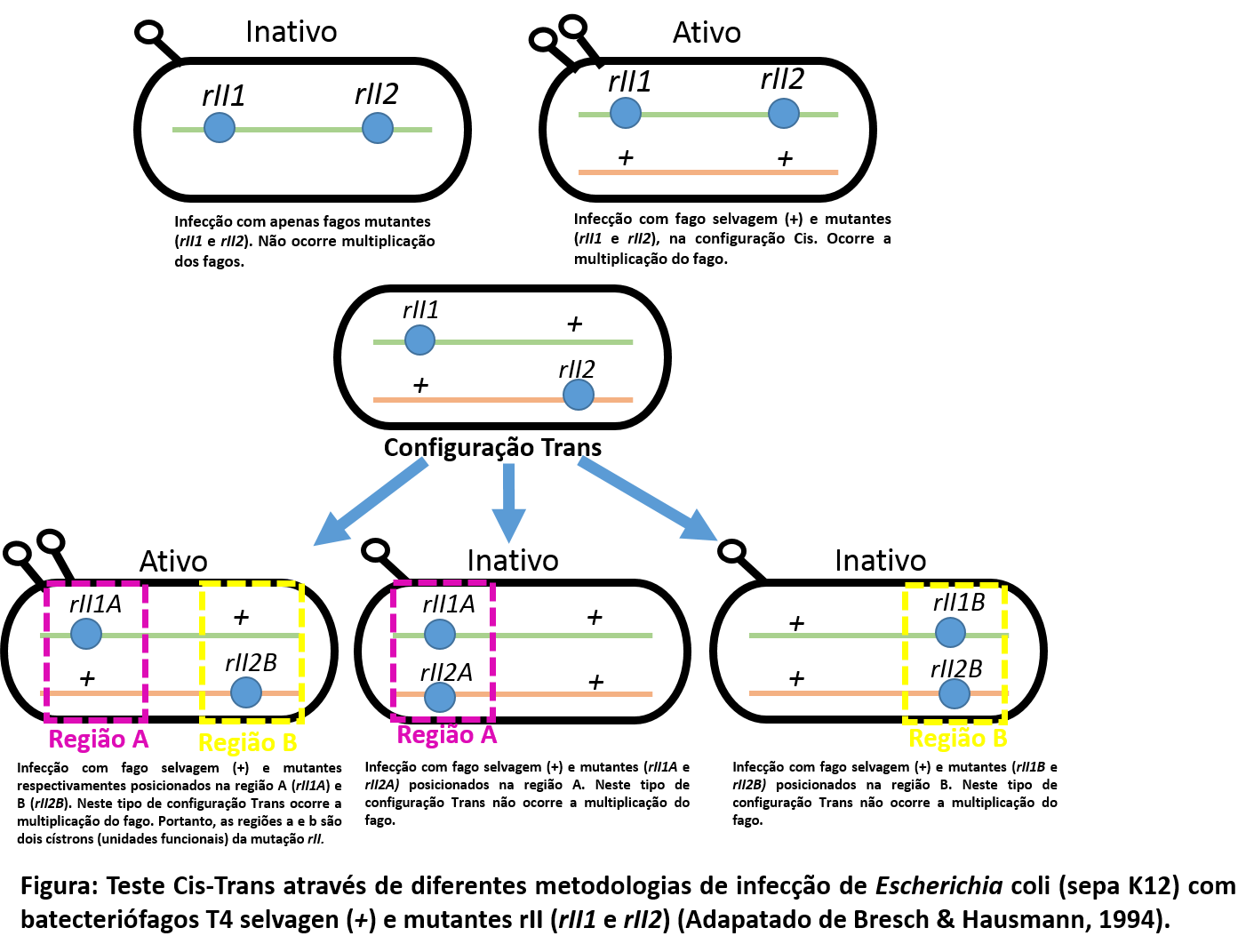

Seymour Benzer estabeleceu como cístron a porção do genoma que no teste Cis-Trans se comporta como unidade funcional, isto é, assim como os genes o cístron pode promover a formação de determinados caracteres no indivíduo. Através de análises experimentais Benzer demonstrou que bactérias da espécie Escherichia coli (sepa K 12) quando infectadas por um bacteriofágo T4 com mutações duplas na região rII (rII1 e rII2),  o fago não era capaz de se multiplicar. Entretanto, quando ocorria uma infecção mista, onde a E. coli era infectada por um fago selvagem (sem mutações na região rII) juntamente com o mutante duplo em rII e essas mutações permaneciam no mesmo cromossomo (posição Cis), ocorria a multiplicação do bacteriofágo. Em contra partida, em uma situação experimental onde as mutações rII1 e rII2 permaneciam em cromossomos distintos (posição Trans) a multiplicação do bacteriofágo dependeria da região que se encontrava cada uma dessas mutações nos cromossomos difetentes. Caso as duas mutações estivessem na regiões A ou na região B, não ocorria multiplicação dos fagos. Quando as mutações estavam localizada nas regiões A e B, simultaneamente, observou-se a multiplicação desse bacteriofágo. Concluindo assim que o teste Cis-Trans foi responsável por revelar as duas regiões funcionais (A e B) de multiplicação do bacteriofágo T4. Deste modo, ocorre uma complementação quando as duas mutações de rII (rII1A e rII2B) se localizam respectivamente nesses dois cístrons (A e B).
Dawkings em O gene egoísta define o cístron como: “O conjunto todo comporta-se como um único gene – pela nossa definição, de fato, ele agora é um único gene – e possui um “alelo” que é, na realidade, outro conjunto.” Concordando assim com a definição pré-estabeleciada por Benzer.